# Stolpersteine in Kirchheim unter Teck

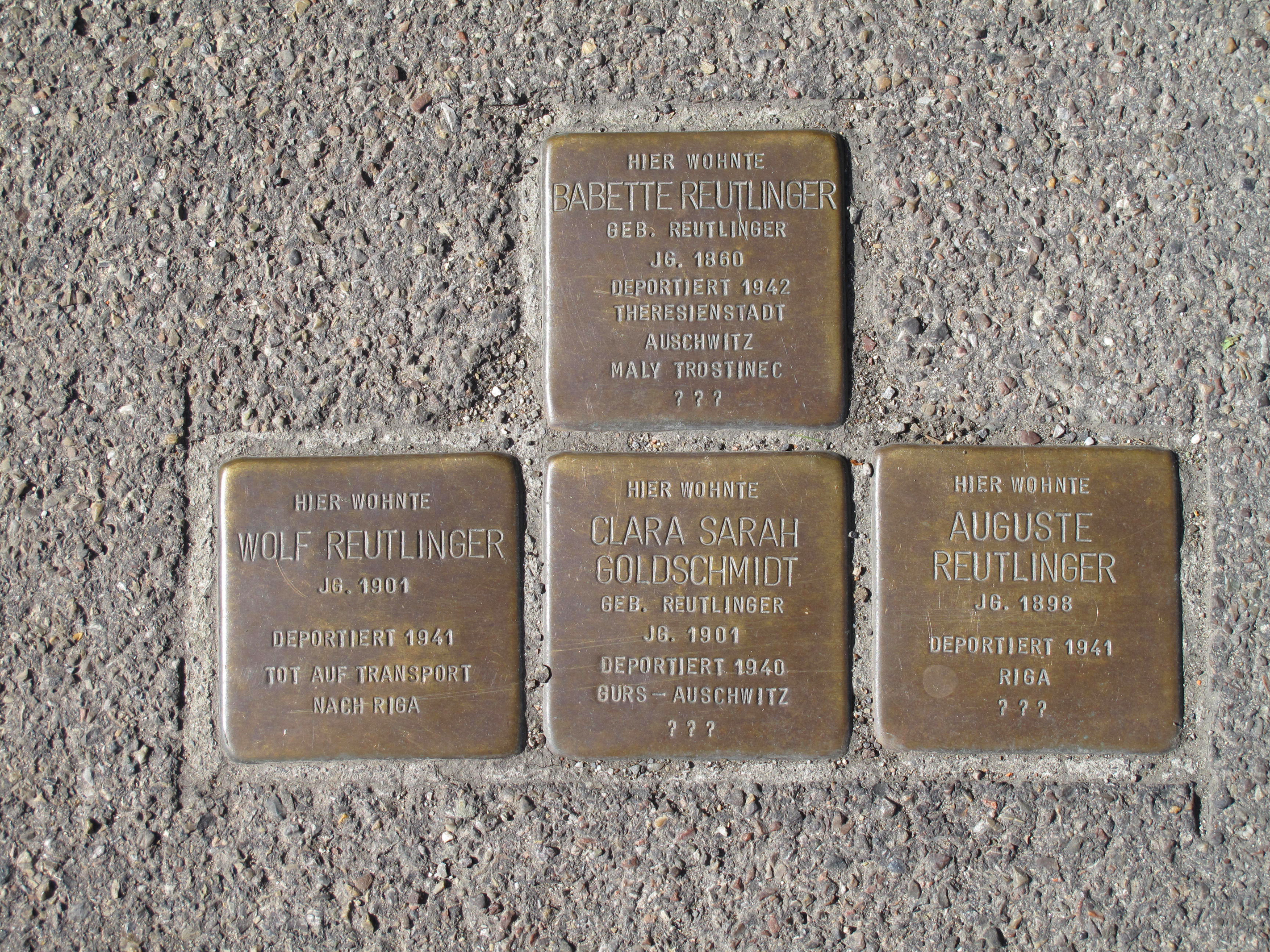
Stolpersteine für die Familie Reutlinger vor dem Haus Jesinger Straße 18

Die Stolpersteine in Kirchheim unter Teck sind besondere Pflastersteine in Gehwegen, die an die Opfer der nationalsozialistischen Diktatur in der Mittelstadt Kirchheim unter Teck im baden-württembergischen Landkreis Esslingen in Deutschland erinnern sollen.

## Stolpersteine
Die Stolpersteine sind ein Projekt des Künstlers Gunter Demnig. Mit diesen kleinen Gedenktafeln soll an das Schicksal der Menschen erinnert werden, die während des Nationalsozialismus ermordet, deportiert, vertrieben oder in den Suizid getrieben wurden.
Stolpersteine sind kubische Betonsteine mit einer Kantenlänge von zehn Zentimetern, auf deren Oberseite sich eine individuell beschriftete Messingplatte befindet. Sie werden in der Regel vor den letzten frei gewählten Wohnhäusern der NS-Opfer niveaugleich in die Pflaster der Gehwege eingelassen. Mittlerweile gibt es über 61.000 Steine (Stand: Juli 2017) nicht nur in Deutschland, sondern auch in 21 weiteren europäischen Ländern. Die Stolpersteine sind das größte dezentrale Mahnmal der Welt.
Auf den Gehwegen Kirchheims sind am 10. April 2007 neun und am 16. Februar 2008 weitere fünf Stolpersteine verlegt worden.

## Opfer der Nationalsozialisten in Kirchheim unter Teck

### Juden
Ende 1933 lebten 29 Personen israelitischen Glaubens in Kirchheim unter Teck; sie waren vor allem Kaufleute für Bekleidung, Schuhe und Textilien sowie selbständige Händler.
Der staatlich organisierte Terror begann mit dem Aufruf zum Boykott jüdischer Geschäfte am 1. April 1933. Zwischen den Novemberpogromen am 9. November 1938 und dem Kriegsbeginn am 1. September 1939 setzte eine große Auswanderungswelle ein, Nachkommen der Kirchheimer Juden leben heute in den USA, Argentinien und Israel. Weitere Auswanderungen wurden am 1. Oktober 1941 durch ein Auswanderungsverbot gestoppt: Für die in Kirchheim verbliebene jüdische Bevölkerung gab es kein Entrinnen mehr, an sie erinnern elf der verlegten Stolpersteine.
Bei Kriegsende lebte in Kirchheim unter Teck kein Mensch jüdischen Glaubens mehr.

### Fremdarbeiter, Kriegsgefangene und Zwangsarbeiter
1940 begann mit dreizehn Zwangsverpflichteten auch in Kirchheim unter Teck der Einsatz von Zwangsarbeitern und -arbeiterinnen, die vornehmlich in der Landwirtschaft eingesetzt. Bis Kriegsende kamen insgesamt 1.666 Zwangsarbeiter in die Stadt, anfangs vor allem aus Frankreich, im weiteren Verlauf nahezu nur noch aus den besetzten Ostgebieten. Bis zu 90 % von ihnen waren in der Kirchheimer Industrie und im Handwerk eingesetzt.
Die in Landwirtschaft und Handwerksbetrieben beschäftigten Zwangsarbeiter waren bei ihren Arbeitgebern untergebracht. Die Arbeiter der Industriebetriebe waren in Barackenlagern zusammengefasst, unter schwierigen räumlichen Bedingungen und meist bei spärlichen Nahrungsrationen.

## Verlegte Stolpersteine
| Stolperstein | Inschrift | Verlegeort            | Name, Leben |
| ------------ | --- | --------------------- | --- |
|              | HIER WOHNTE HANNCHEN REUTLINGER GEB. GUTMANN JG. 1901 DEPORTIERT ?                                                | Alleenstraße 87 ·     | Hannchen Reutlinger wurde am 18. Mai 1901 im mittelfränkischen Feuchtwangen als Tochter von Gustav und Mathilde Gutmann geboren. Sie heiratete den aus Haigerloch stammenden Viehhändler Sally Reutlinger (* 1895). Im Oktober 1937 kamen ihre Zwillinge Gerd und Rolf zur Welt. 1941 wurde Hannchen Reutlinger mit ihren vierjährigen Jungens in das Fort IX in Kaunas deportiert und dort am 25. November 1941 „für tot erklärt“. |
|              | HIER WOHNTE GERD REUTLINGER JG. 1937 DEPORTIERT ?                                                                 | Alleenstraße 87 ·     | Gerd Reutlinger wurde am 15.10.1937 geboren. Im Alter von vier Jahren wurde er zusammen mit seinem Zwillingsbruder Rolf und seiner Mutter deportiert und kurze Zeit später für tot erklärt. |
|              | HIER WOHNTE ROLF REUTLINGER JG. 1937 DEPORTIERT ?                                                                 | Alleenstraße 87 ·     | Rolf Reutlinger wurde am 15.10.1937 geboren. Im Alter von vier Jahren wurde er zusammen mit seinem Zwillingsbruder Gerd und seiner Mutter deportiert und kurze Zeit später für tot erklärt. |
|              | HIER WOHNTE EMIL SALMON JG. 1888 DEPORTIERT 1940 GURS ?                                                           | Dettinger Straße 4 ·  | Emil Salmon wurde am 19. März 1888 in Reutlingen geboren. Er hatte im Ersten Weltkrieg beim Kampf für das deutsche Vaterland seinen rechten Arm verloren. Er war einer der Juden, die später, trotz Bedrohung durch die Nazis nicht auswandern wollten. Mit Frau und Sohn zog er nach Karlsruhe, wo aber alle badischen Juden eines Nachts im Oktober 1940 abgeholt und in das südfranzösische Internierungslager Gurs gebracht wurden. Von hier wurde Emil Salmon am 14. Oktober 1942 in das KZ Auschwitz verlegt und dort später „für tot erklärt“. |
|              | HIER WOHNTE& WASILY KUTSCHEROW ZWANGSARBEITER AUF DER FLUCHT ERSCHOSSEN 16.5.1944                                 | Dettinger Straße 63 · | Wasily Kutscherow |
|              | HIER WOHNTE ELYA RYTSCHKOW ZWANGSARBEITER AUF DER FLUCHT ERSCHOSSEN 16.5.1944                                     | Dettinger Straße 63 · | Elya Rytschkow |
|              | HIER WOHNTE SALLY REUTLINGER JG. 1895 FLUCHT BELGIEN DEPORTIERT ?                                                 | Eugenstraße 22 ·      | Sally Reutlinger, der ältere Sohn von Babette und Emanuel Reutlinger, wurde am 6. September 1895 in Haigerloch geboren. Er wuchs zusammen mit seinem Bruder Wolf in Kirchheim auf. Nach seiner Schulzeit wurde Reutlinger – wie sein Vater – Viehhändler. Ab 1915 nahm er am Ersten Weltkrieg teil. Durch seinen Beruf kam er schon bald nach der Rückkehr aus dem Krieg mit dem Gesetz in Konflikt: Immer wieder wurde er von der Polizei verhaftet, saß in den Gefängnissen von Ludwigsburg und Schwäbisch Hall und wurde vom 11. Juli 1935 bis zum 9. April 1936 von der Polizei im KZ Dachau in sogenannte Schutzhaft genommen. Ein Jahr nach seiner Freilassung heiratete er Hannchen Gutmann aus Feuchtwangen in Mittelfranken. Das junge Paar wohnte für kurze Zeit in der Kirchheimer Eugenstraße 22, dann emigrierte Sally nach Belgien. Steckbrieflich gesucht wurde er 1938 in Brüssel entdeckt und deportiert. Später wurde Sally Reutlinger im KZ Auschwitz „für tot erklärt“. |
|              | HIER WOHNTE STEFAN SYDORIW JG. 1925 BEHANDLUNG VERWEIGERT KRANKENHAUS KIRCHHEIM TOT 27.2.1944                     | Herdfeldstraße 49 ·   | Stefan Sydoriw |
|              | HIER WOHNTE CLARA SARAH GOLDSCHMIDT GEB. REUTLINGER JG. 1901 DEPORTIERT 1940 GURS – AUSCHWITZ ?                   | Jesinger Straße 18 ·  | Clara Sarah Goldschmidt |
|              | HIER WOHNTE AUGUSTE REUTLINGER JG. 1898 DEPORTIERT 1941 RIGA ?                                                    | Jesinger Straße 18 ·  | Auguste Reutlinger |
|              | HIER WOHNTE BABETTE REUTLINGER GEB. REUTLINGER JG. 1860 DEPORTIERT 1942 THERESIENSTADT AUSCHWITZ MALY TROSTINEC ? | Jesinger Straße 18 ·  | Babette Reutlinger |
|              | HIER WOHNTE WOLF REUTLINGER JG. 1901 DEPORTIERT 1941 TOT AUF TRANSPORT NACH RIGA                                  | Jesinger Straße 18 ·  | Wolf Reutlinger wurde am 18. Mai 1901 in Kirchheim als Sohn von Emanuel Reutlinger und Babette Reutlinger geboren. Seine Geschwister waren Auguste, Sally und Sophie. In den 1930er Jahren zog Wolf Reutlinger nach Haigerloch, wurde von dort am 27. November 1941 deportiert und starb auf dem Transport nach Riga. |
|              | HIER WOHNTE HULDA BERNSTEIN GEB. JUTKOWSKI JG. 1924 DEPORTIERT 1941 MINSK ?                                       | Max-Eyth-Straße 12 ·  | Hulda Bernstein Hulda Jutkowski wurde am 4. September 1883 in Gnesen geboren, ihre Eltern waren Isaak und Sara Jutkowski. 1907 heiratete sie im preußischen Culm den ein Jahr älteren Bernhard Bernstein (* 1882). Zie zogen nach Schwetz, wo am 18. Dezember 1910 ihr Kind Alfred geboren wurde. Zweieinhalb Jahre später, am 11. Mai 1913, kam Tochter Gerda zur Welt. Aufgrund von Übergriffen auf die jüdische Bevölkerung zog die Familie kurz nach der Geburt der Tochter nach Kirchheim. Mit Hilfe ihrer in Ulm lebenden Verwandten eröffneten sie in der Kirchheimer Max-Eyth-Straße 12 ein Kaufhaus. Am 5. April 1922 kam Sohn Philipp zur Welt, zwei Jahre später Tochter Jeanne. Im Jahr 1926 übernahm eine Familie namens Stern das Kaufhaus. Nach Flucht der Kinder bzw. Einweisung in die Waisen- und Erziehungsanstalt „Wilhelmspflege“ sowie dem Tod ihres Mannes (8. Januar 1934) lebte Hulda allein in einer Dachkammer des Hauses, das einst das Kaufhaus der Familie gewesen war. Nach mehreren Umzügen, zuletzt wohnte Hulda Bernstein in Berlin, wurde sie am 14. November 1941 zusammen mit ihrer 17-jährige Tochter Jeanne nach Minsk deportiert. |
|              | HIER WOHNTE JEANNE BERNSTEIN JG. 1924 DEPORTIERT 1941& MINSK ?                                                    | Max-Eyth-Straße 12 ·  | Jeanne Bernstein wurde am 27. Juli 1924 als viertes Kind ihrer Eltern Hulda und Bernhard in Stuttgart geboren. Aufgrund von Anfeindungen, Überwachungen und einer Anzeige gegen die Familie Bernstein mussten Jeanne und ihr Bruder Philipp, die als Einzige der vier Kinder noch zu Hause wohnten, 1933 bei den Eltern ausziehen und kamen in die israelitische Waisen- und Erziehungsanstalt „Wilhelmspflege“ bei Esslingen; die angegliederte Mittelschule besuchte Jeanne schon seit Ostern 1931. Nach dem Novemberpogrom kam Jeanne bei einer Tante in Stuttgart unter, kehrte im Februar 1939 für kurze Zeit in die „Wilhelmspflege“ zurück und ging dann zu ihrer Mutter nach Berlin. Von 1939 bis 1940 erhielt sie eine landwirtschaftliche Ausbildung, vermutlich im Hachschara-Lager Ahrensdorf in Brandenburg; sie sollte Jeanne eine spätere Einreise nach Palästina erleichtern. Mitte 1941 wurde Jeanne Bernstein zur Arbeit in der Rüstungsindustrie verpflichtet und musste Zwangsarbeit bei der Siemens Schuckert AG verrichten. Am 14. November 1941 wurden Jeanne und ihre 58-jährige Mutter Hulda nach Minsk deportiert.                              |